# Machine Shop co.
Machine Shop co. (thường được gọi là Machine Shop hoặc Linkin Park Inc.) là một công ty giải trí của Mỹ tự quảng bá mình là một công ty đầu tư mạo hiểm, nhà cung cấp sự kiện, công ty tài trợ và phong cách sống. Ban đầu nó được thành lập là một công ty âm nhạc bởi Mike Shinoda và Brad Delson thuộc ban nhạc Linkin Park vào tháng 12 năm 2012. Sau đó, nó trở thành một công ty đầu tư mạo hiểm vào tháng 1 năm 2015. Nó được thành lập làm một công ty liên doanh các công ty âm nhạc, "Chesterchaz Publishing" của "Chester Bennington", "Big Bad Mr. Hahn Music" của "Brad Delson" và "Joe Hahn", "Nondisclosure Agreement Music" của "Dave Farrell", "Rob Bourdon Music" của "Rob Bourdon" và "Kenji Kobayashi Music" của "Mike Shinoda". Trong một nghiên cứu độc lập được công bố vào ngày 14 tháng 8 năm 2015, CB Insights đã công nhận "Machine Shop" là công ty được đầu tư nhiều đứng thứ 7 bởi bất kỳ người nổi tiếng nào. Công ty đạt được cột mốc nói trên nhờ các khoản đầu tư lớn vào "Lyft", "Blue Bottle Coffee Company" và "Shyp".

## Lịch sử

### 2012-2014: Thành lập
Mike Shinoda thành lập công ty âm nhạc để đưa công ty trở thành một trong những công ty mẹ của Machine Shop Records với Access Industries và Warner Bros.. Công ty xuất hiện lần đầu tiên vào năm 2013, khi là nhà cung cấp sự kiện của Hòa nhạc cho người Philippine. Công ty sau đó là nhà tài trợ cho trò chơi trực tuyến LP Recharge và sản xuất tác phẩm âm nhạc đầu tiên của mình đó là album Recharged, với tư cách là công ty mẹ. Vào tháng 12 năm 2013, công ty đã hợp tác với công ty Nhật Bản BeatRobo để cung cấp một nền tảng được gọi là PlugAir, và phần mềm này đã trở nên phổ biến ở châu Á khi Hamasaki Ayumi phát hành hai đĩa đơn ăn khách, "Terminal" và "XOXO", trên nền tảng PlugAir.

### 2015-nay: Liên doanh
Khi chặng Mỹ của chuyến lưu diễn The Hunting Party Tour của Linkin Park bị hủy bỏ, thời gian rảnh rỗi đã được ban nhạc tận dụng để suy nghĩ về các sự đầu tư mạo hiểm. Vào ngày 1 tháng 1, Shinoda và ban nhạc đã thành lập Machine Shop Ventures, một phần của cùng một thương hiệu Machine Shop, nơi sở hữu các phần còn lại của ban nhạc. Mike và Brad đã đến thăm "Y Combinator", một vườn ươm khởi nghiệp có tầm ảnh hưởng, ở đó họ gặp gỡ với Michael Seibel, người đồng sáng lập Justin.tv và một đối tác tại YC. Seibel dành nhiều thời gian cho Shinoda và đồng nghiệp với một khóa học cơ bản về khởi nghiệp đầu tư.
Sau đó, ban nhạc đã có cuộc gặp gỡ với Anita Elberse và 3 sinh viên của cô tại Trường Kinh doanh Harvard. Ban nhạc đã học được rằng họ cần xây dựng một "hệ sinh thái thương hiệu" đa dạng và "đa dạng hóa các dòng doanh thu" bằng nhiều ngành kinh doanh để giảm rủi ro tài chính trong trường hợp có tai nạn gì đó. Nghiên cứu của Harvard cũng gợi ý rằng ban nhạc "hợp tác với một cộng đồng hoặc mạng lưới những người có ảnh hưởng toàn cầu rộng lớn hơn để tiếp tục nắm bắt các xu hướng văn hóa hiện đại." Điều này sau đó đã giúp công ty hợp tác với các đối tác mới như Lyft, Blue Bottle Coffee Company và Shyp, và các đối tác cũ như BeatRobo, Open Labs và Turnstile.

## Sự kiện

### Hòa nhạc cho người Philippine
Mục tiêu của công ty cho sự kiện này là thiết kế bản sắc cho Buổi hòa nhạc cho người Philippine của Music for Relief. Kết quả buổi hòa nhạc là đã quyên góp được 500 nghìn đô la để cứu trợ thảm họa bão Haiyan. Công ty cũng đã tạo ra thiết kế của toàn bộ sự kiện từ tờ rơi đến thiết kế sân khấu, bảng chỉ dẫn và truyền hình trực tiếp. Công ty đã làm việc với các nghệ sĩ như Linkin Park, Bad Religion, ban nhạc rock Mỹ Heart và The Offspring trong sự kiện này.

### Lễ hội âm nhạc Sunset Strip
Công ty đã đặt ra mục tiêu đổi thương hiệu lễ hội để thu hút những người trẻ hơn, có hiểu biết hơn. Công ty đã tham khảo ý kiến của Music for Relief trong lễ hội về việc kích hoạt gian hàng, dẫn đến số tiền gây quỹ tăng gấp 3 lần.

### Triển lãm nghệ thuật TheMall
Vào năm 2014, Machine Shop đã làm việc với công ty Red Bull và Good Smile để tổ chức một chương trình nghệ thuật mang tên "Beast Astray", một cuộc triển lãm nghệ thuật lấy cảm hứng từ bộ phim điện ảnh, Mall.

### BAPE
Công ty đã hợp tác với A Bathing Ape để hỗ trợ cho chuyến lưu diễn châu Á của Linkin Park. Họ đã hợp tác với Warner Bros. Nhật Bản để quảng bá DVD của Linkin Park. Kết quả là họ đã bán hết ba mẫu áo phông đồng thương hiệu đặt làm riêng. Họ đã tạo ra báo chí riêng khu vực ở Đông Á.

### Kích hoạt sự kiện Sebago
Công ty đã hợp tác với Sebago để thiết kế một chiếc ủng lấy cảm hứng từ đoàn lưu diễn Linkin Park. Sự kiện diễn ra tại Reed Space ở thành phố New York.

## Những công việc khác

### PlugAir
PlugAir là một nền tảng phần mềm do công ty tạo ra để làm một giải pháp chống vi phạm bản quyền. Họ hợp tác với công ty khởi nghiệp lưu trữ đám mây có trụ sở tại Nhật Bản, đổi tên thương hiệu để tăng nhận thức về thương hiệu ở các thị trường ngoài Nhật Bản. Họ đã thiết kế lại thiết bị và bao bì của PlugAir. Công ty cũng phân phối hơn 5.000 đơn vị hàng cho cộng đồng Link Park và tạo nội dung video cho các mục đích tiếp thị và quảng cáo. Họ đã cùng CEO đến WebSummit ở Dublin để giới thiệu với các nhà đầu tư và đối tác tiềm năng.
Gần đây họ đã hợp tác với Beatrobo để phát hành hai đĩa đơn bản hit của Hamasaki Ayumi là Terminal và XOXO trên nền tảng PlugAir.

### Infinity
Công ty đã hợp tác với Harman International Industries để hỗ trợ cho thương hiệu Infinity thông qua việc thiết kế và tung ra một dòng sản phẩm âm thanh mới. Một bộ phim tài liệu năm 2014, The Distortion of Sound, có sự tham gia của Shinoda, cũng được phát hành để ủng hộ Infinity. Họ đã công bố quan hệ đối tác tại CES 2014 và thiết kế loa di động Infinity One với studio sáng tạo của Harman International có trụ sở tại Hồng Kông. Họ cũng đã giành được Giải thưởng Thiết kế Sáng tạo CES 2014 cho các tác phẩm dành cho âm nhạc. Họ đã tham khảo ý kiến kbs+ và Edelman về kế hoạch triển khai tiếp thị / PR.

### Dự án Spark
Công ty đã hợp tác với Microsoft để sử dụng engine game Xbox mới để tạo video âm nhạc Project Spark tùy chỉnh đầu tiên cho bản phát hành đĩa đơn Guilty All The Same của Linkin Park. Công ty đã làm việc chặt chẽ với nhóm phát triển trò chơi của Microsoft, Project Spark, để sửa đổi bộ công cụ sáng tạo Project Spark. Họ đã tạo ra hơn 2,7 triệu lượt xem trên YouTube. Họ đã giới thiệu "Guilty All The Same" trên trang chủ Xbox để phát hành video.

### 686
Công ty đã hợp tác với thương hiệu ván trượt tuyết 686 để phát triển một đoạn video concept áo khoác ván trượt tuyết mới. Công ty đã thiết kế mẫu dệt và mẫu quần áo. Joe Hahn của Linkin Park đã giúp đỡ trong việc chỉ đạo và sản xuất nội dung phim. Nội dung video và loạt phỏng vấn hậu trường được đăng tải trên trang web văn hóa có ảnh hưởng Hypebeast.

### LPBLKMRKT
Công ty đã hợp tác với Square và phát triển một cách phi truyền thống để tung ra album The Hunting Party và mở rộng hoạt động bán lẻ hàng hóa.

### Toon Workshop
Công ty đã hợp tác với nhà sản xuất âm thanh Nhật Bản Fostex và tập đoàn đồ chơi Good Smile để phát triển nền tảng thương hiệu thiết bị âm thanh mới. Công ty đã tư vấn về thiết kế công nghiệp của sản phẩm tai nghe và tiến hành phân tích tính cạnh tranh thị trường Hoa Kỳ về mảng phân tích cảnh quan âm thanh. Họ đã phát triển chiến lược tiếp cận thị trường.

### Power the World
Power the World là một tổ chức được thành lập bởi Linkin Park. Mục tiêu của công ty là tạo ra nhận thức về sáng kiến năng lượng sạch của Linkin Park với sự hợp tác của Tổ chức Liên hợp quốc. Họ đã thiết kế trang web mới để truyền đạt một cách hiệu quả sứ mệnh của Power The World. Công ty điều phối quá trình sản xuất video quảng cáo Power the World, "Câu chuyện của Imani", thu được hơn 51 ngàn lượt xem trên YouTube.

### LP Recharge
LP Recharge là một trò chơi trên Facebook được tạo ra bởi Kuuluu Interactive Entertainment. Mục tiêu của công ty phân phối trò chơi là nâng cao nhận thức và cách chơi của trò chơi LP RECHARGE trên Facebook, được phát hành cùng với sự ra mắt của đĩa đơn A Light That Never Comes, một sản phẩm hợp tác của Linkin Park với Steve Aoki. Trò chơi được các nền tảng truyền thông xã hội tương tác cao:
- Facebook: 99k lượt đăng ký.
- Instagram: 264.758 lượt thích.
- Twitter: 153 triệu lượt hiển thị.
- Tổng hợp phạm vi tiếp cận của phương tiện truyền thông / blog là 2,4 triệu lượt xem trang hàng ngày.

Công ty đã tạo 2 video quảng cáo thương hiệu với hơn 125.000 lượt xem kết hợp trên YouTube.

### Immortals
Immortals là một đội thể thao điện tử/trò chơi điện tử chuyên nghiệp được thành lập vào năm 2015 và được tài trợ bởi một nhóm các nhà đầu tư bao gồm Machine Shop co.. Đội hiện đang thi đấu trong Giải vô địch Liên minh huyền thoại Series Bắc Mỹ sau khi mua Team 8.

## Thành viên và nhân viên
- Mike Shinoda - Người sáng lập, Chủ tịch
- Brad Delson - Người sáng lập, Chủ tịch
- Bill Silva - Giám đốc điều hành
- Jessica Sklar - Giám đốc Chiến lược, Đối tác
- Ryan DeMarti - Giám đốc điều hành
- Trish Evangelista - Quản lý dự án
- Peter Lee - Giám đốc Sáng tạo Thương hiệu & Trang phục
- Michael Seversky - Giám đốc, Công ty TNHH Machine Shop
- Lorenzo Errico - Giám đốc kỹ thuật số
- Christian Tachiera - Điều phối viên kỹ thuật số / Nhà thiết kế Trẻ
- Dominic West - Giám đốc văn phòng
- Kymm Britton - PR
- Kas Mercer - PR
- Josh Levine - Chuyên gia tư vấn